# György Orth
György Orth Wirth (Budapest, 30 aprile 1901 – Porto, 11 gennaio 1962) è stato un calciatore e allenatore di calcio ungherese.

## Carriera
Ex calciatore di Vasas Budapest, Pisa e MTK Budapest, la cui carriera venne compromessa nel 1926 da un grave infortunio al ginocchio.
La sua lunga carriera di allenatore si svolse in Europa e America Latina dagli anni venti agli anni sessanta. A neanche trent'anni ebbe l'opportunità di allenare la Nazionale cilena ai Mondiali del 1930, in Uruguay, nei quali portò la squadra al secondo posto del girone A. Con i suoi 29 anni, è il secondo allenatore più giovane ad aver condotto una nazionale al mondiale dopo Juan José Tramutola.
In Italia, iniziò con l'AC Messina, in Serie B, subentrando nel 1932 ad Engelbert König. Dopo un biennio passò ad allenare il Pisa. Esordì in Serie A con il Genova 1893 nel 1936, poi passò per breve tempo in Germania, al Norimberga, e in Francia, al Metz. In seguito tornò a Italia allenando per una stagione il Catania e per un biennio il Savona.
Dopo la Seconda guerra mondiale proseguì la sua carriera prevalentemente in America Latina allenando il Chivas nonché le Nazionali di Messico e Perù. Scomparve nel 1962 mentre era alla guida del Porto.

## Statistiche

### Cronologia presenze e reti in Nazionale
| Cronologia completa delle presenze e delle reti in nazionale ― Ungheria | Cronologia completa delle presenze e delle reti in nazionale ― Ungheria | Cronologia completa delle presenze e delle reti in nazionale ― Ungheria | Cronologia completa delle presenze e delle reti in nazionale ― Ungheria | Cronologia completa delle presenze e delle reti in nazionale ― Ungheria | Cronologia completa delle presenze e delle reti in nazionale ― Ungheria | Cronologia completa delle presenze e delle reti in nazionale ― Ungheria | Cronologia completa delle presenze e delle reti in nazionale ― Ungheria |
| Data                                                                    | Città                                                                   | In casa                                                                 | Risultato                                                               | Ospiti                                                                  | Competizione                                                            | Reti                                                                    | Note                                                                    |
| ----------------------------------------------------------------------- | ----------------------------------------------------------------------- | ----------------------------------------------------------------------- | ----------------------------------------------------------------------- | ----------------------------------------------------------------------- | ----------------------------------------------------------------------- | ----------------------------------------------------------------------- | ----------------------------------------------------------------------- |
| 4-11-1917                                                               | Vienna                                                                  | Austria                                                                 | 1 – 2                                                                   | Ungheria                                                                | Amichevole                                                              | -                                                                       |                                                                         |
| 2-6-1918                                                                | Vienna                                                                  | Austria                                                                 | 0 – 2                                                                   | Ungheria                                                                | Amichevole                                                              | -                                                                       |                                                                         |
| 6-4-1919                                                                | Budapest                                                                | Ungheria                                                                | 2 – 1                                                                   | Austria                                                                 | Amichevole                                                              | 1                                                                       |                                                                         |
| 5-10-1919                                                               | Vienna                                                                  | Austria                                                                 | 2 – 0                                                                   | Ungheria                                                                | Amichevole                                                              | -                                                                       |                                                                         |
| 9-11-1919                                                               | Budapest                                                                | Ungheria                                                                | 3 – 2                                                                   | Austria                                                                 | Amichevole                                                              | 1                                                                       |                                                                         |
| 24-10-1920                                                              | Berlino                                                                 | Germania                                                                | 1 – 0                                                                   | Ungheria                                                                | Amichevole                                                              | -                                                                       |                                                                         |
| 24-4-1921                                                               | Vienna                                                                  | Austria                                                                 | 4 – 1                                                                   | Ungheria                                                                | Amichevole                                                              | 1                                                                       |                                                                         |
| 5-6-1921                                                                | Budapest                                                                | Ungheria                                                                | 3 – 0                                                                   | Germania                                                                | Amichevole                                                              | -                                                                       | 28’                                                                     |
| 6-11-1921                                                               | Budapest                                                                | Ungheria                                                                | 4 – 2                                                                   | Svezia                                                                  | Amichevole                                                              | 3                                                                       |                                                                         |
| 30-4-1922                                                               | Budapest                                                                | Ungheria                                                                | 1 – 1                                                                   | Austria                                                                 | Amichevole                                                              | -                                                                       |                                                                         |
| 15-6-1922                                                               | Budapest                                                                | Ungheria                                                                | 1 – 1                                                                   | Svizzera                                                                | Amichevole                                                              | -                                                                       | 68’                                                                     |
| 26-11-1922                                                              | Budapest                                                                | Ungheria                                                                | 1 – 2                                                                   | Austria                                                                 | Amichevole                                                              | -                                                                       |                                                                         |
| 4-3-1923                                                                | Genova                                                                  | Italia                                                                  | 0 – 0                                                                   | Ungheria                                                                | Amichevole                                                              | -                                                                       |                                                                         |
| 11-3-1923                                                               | Losanna                                                                 | Svizzera                                                                | 1 – 6                                                                   | Ungheria                                                                | Amichevole                                                              | 2                                                                       |                                                                         |
| 28-10-1923                                                              | Budapest                                                                | Ungheria                                                                | 2 – 1                                                                   | Svezia                                                                  | Amichevole                                                              | -                                                                       |                                                                         |
| 4-5-1924                                                                | Budapest                                                                | Ungheria                                                                | 2 – 2                                                                   | Austria                                                                 | Amichevole                                                              | -                                                                       |                                                                         |
| 18-5-1924                                                               | Zurigo                                                                  | Svizzera                                                                | 4 – 2                                                                   | Ungheria                                                                | Amichevole                                                              | -                                                                       |                                                                         |
| 26-5-1924                                                               | Parigi                                                                  | Ungheria                                                                | 5 – 0                                                                   | Polonia                                                                 | Olimpiadi 1924 - Qual.                                                  | -                                                                       |                                                                         |
| 29-5-1924                                                               | Saint-Ouen                                                              | Egitto                                                                  | 3 – 0                                                                   | Ungheria                                                                | Olimpiadi 1924 - Ottavi                                                 | -                                                                       |                                                                         |
| 31-8-1924                                                               | Budapest                                                                | Ungheria                                                                | 4 – 0                                                                   | Polonia                                                                 | Amichevole                                                              | 1                                                                       |                                                                         |
| 14-9-1924                                                               | Vienna                                                                  | Austria                                                                 | 2 – 1                                                                   | Ungheria                                                                | Amichevole                                                              | 1                                                                       |                                                                         |
| 21-9-1924                                                               | Budapest                                                                | Ungheria                                                                | 4 – 1                                                                   | Germania                                                                | Amichevole                                                              | -                                                                       |                                                                         |
| 18-1-1925                                                               | Milano                                                                  | Italia                                                                  | 1 – 2                                                                   | Ungheria                                                                | Amichevole                                                              | -                                                                       |                                                                         |
| 25-3-1925                                                               | Budapest                                                                | Ungheria                                                                | 5 – 0                                                                   | Svizzera                                                                | Amichevole                                                              | -                                                                       |                                                                         |
| 5-5-1925                                                                | Vienna                                                                  | Austria                                                                 | 3 – 1                                                                   | Ungheria                                                                | Amichevole                                                              | -                                                                       |                                                                         |
| 21-5-1925                                                               | Budapest                                                                | Ungheria                                                                | 1 – 3                                                                   | Belgio                                                                  | Amichevole                                                              | -                                                                       | 46’                                                                     |
| 12-7-1925                                                               | Stoccolma                                                               | Svezia                                                                  | 6 – 2                                                                   | Ungheria                                                                | Amichevole                                                              | -                                                                       |                                                                         |
| 19-7-1925                                                               | Cracovia                                                                | Polonia                                                                 | 0 – 2                                                                   | Ungheria                                                                | Amichevole                                                              | -                                                                       |                                                                         |
| 26-12-1926                                                              | Oporto                                                                  | Portogallo                                                              | 3 – 3                                                                   | Ungheria                                                                | Amichevole                                                              | -                                                                       |                                                                         |
| 10-4-1927                                                               | Budapest                                                                | Ungheria                                                                | 3 – 0                                                                   | Jugoslavia                                                              | Amichevole                                                              | 1                                                                       |                                                                         |
| 12-6-1927                                                               | Budapest                                                                | Ungheria                                                                | 13 – 1                                                                  | Francia                                                                 | Amichevole                                                              | 2                                                                       |                                                                         |
| 9-10-1927                                                               | Budapest                                                                | Ungheria                                                                | 1 – 2                                                                   | Cecoslovacchia                                                          | Amichevole                                                              | -                                                                       |                                                                         |
| Totale                                                                  |                                                                         | Presenze                                                                | 32                                                                      |                                                                         | Reti                                                                    | 13                                                                      |                                                                         |

## Palmarès

### Giocatore

#### Competizioni nazionali
- Campionato ungherese: 8

MTK Budapest: 1916-1917, 1917-1918, 1918-1919, 1919-1920, 1920-1921, 1921-1922, 1922-1923, 1924-1925
- Coppa d'Ungheria: 2

MTK Budapest: 1922-1923, 1924-1925
- Coppa di Francia: 1

Olympique Marsiglia: 1926-1927

#### Individuale
- Capocannoniere del campionato ungherese: 3

1919-1920 (28 gol), 1920-1921 (21 gol), 1921-1922 (26 gol)